# Eafe
Eafe, Eafa ou Ebba est une reine anglo-saxonne du Sussex du VIIe siècle.

## Biographie
Eafe est la fille du roi Eanfrith des Hwicce, peuple anglo-saxon de l'ouest des Midlands. Après avoir été baptisée dans son peuple, elle épouse Æthelwalh, roi chrétien du Sussex. Selon D. P. Kirby, le mariage pourrait avoir eu lieu à la cour de Wulfhere de Mercie.